# Bianchini (cratera marciana)
Bianchini é uma cratera marciana. Tem como característica 76 quilômetros de diâmetro. Deve o seu nome a Francesco Bianchini, um astrónomo, historiador e filósofo italiano.